# Famille de Farcy
La famille de Farcy est une famille subsistante de la noblesse française, originaire d'Alençon (Orne). Elle s'est établie vers 1600 à Laval, en Mayenne, où elle a été confirmée dans sa noblesse en 1643. Elle a formé de nombreuses branches, les unes restées en Mayenne et les autres établies en Bretagne.

## Histoire
La famille de Farcy appartient à la noblesse de la Normandie, du Maine et de la Bretagne. Elle semble originaire de Pont-Farcy, dans l'actuel département de la Manche, en Basse-Normandie. Elle semble connue dès l'an 1200. 
Sa filiation remonte à Pierre de Farcy, huitième seigneur de la Chapelle-Heuzebroc, mentionné dans un acte de 1404. 
Annibal de Farcy (1576-1650), sieur de Saint-Laurent, avocat au siège présidial d'Alençon, puis procureur fiscal et général des eaux et forêts du comté de Laval, marié le 8 février 1601 à Laval (Mayenne) avec Guyonne de Launay, est l'auteur de toutes les branches mayennaises et bretonnes de cette famille, dont trois sont subsistantes[réf. incomplète].
Elle est confirmée dans sa noblesse le 26 mai 1643.
La famille de Farcy a été admise au sein de l'association d'entraide de la noblesse française en 1995.

## Branches

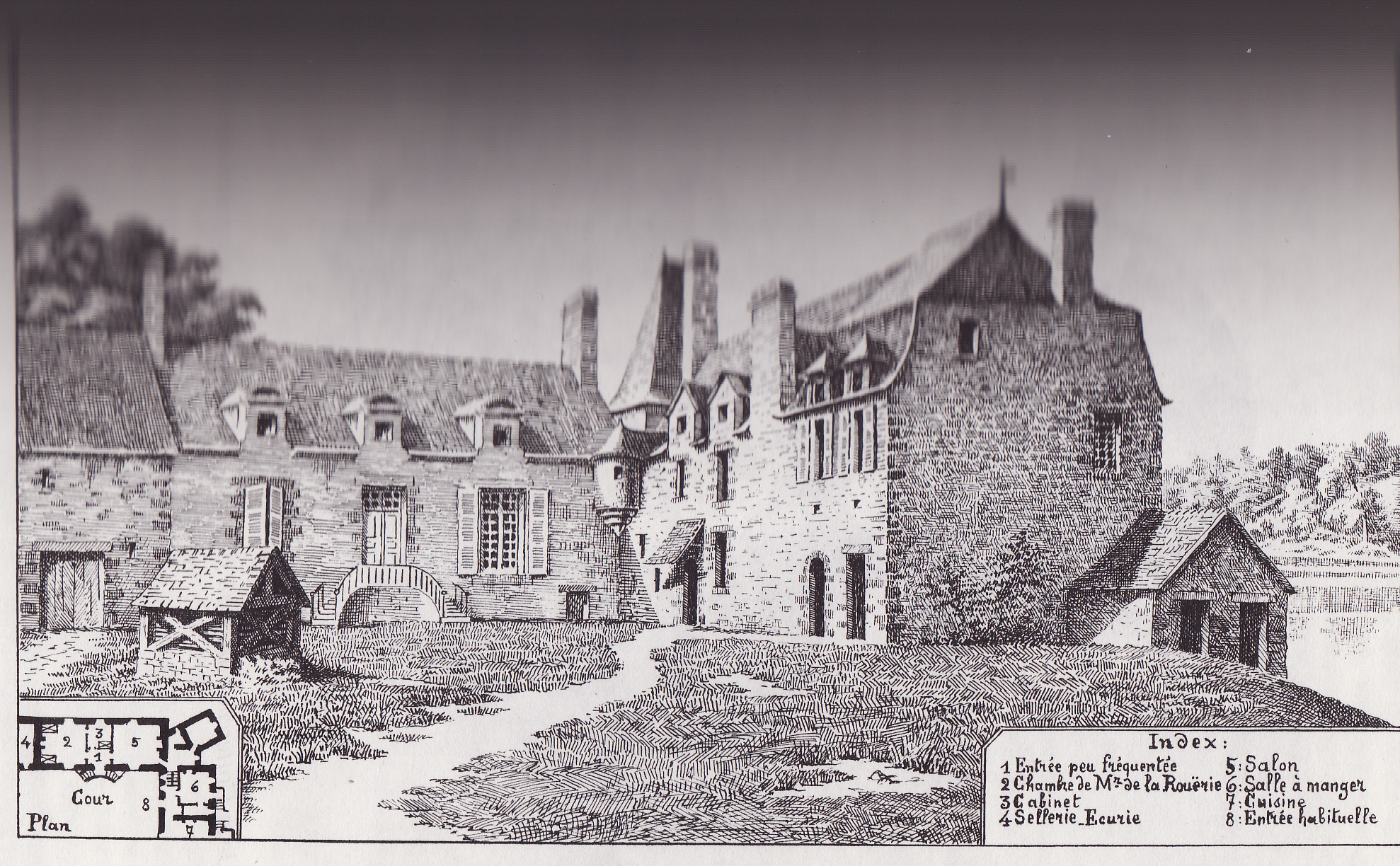
Château de Launay-Villiers.

Les nombreuses branches de la famille de Farcy se développèrent principalement en Ille-et-Vilaine et en Mayenne[réf. incomplète] :
- La Villedubois
- Malnoë
- Beaumont
- Saint-Laurent
- Pontfarcy, fief situé à Saint-Sever (Calvados)
- Cuillé
- Roseray
- Launay-Villiers

La branche de la Villedubois fut copropriétaire, avec la famille d'Andigné, de la forêt de Paimpont, où elle exerça l'activité de maître de forges en créant les Forges de Paimpont de 1653 à 1860.
La famille était fort nombreuse et avait en partie adoptée le protestantisme. Leur changement de religion avait attiré à plusieurs des membres de cette famille de grandes persécutions à l'image de la Famille de Gennes[réf. nécessaire].

## Filiation
Paul de Farcy est l'auteur, en 1891, d'une généalogie familiale,. Chaix d'Est-Ange (1921) indique que des compléments peuvent être trouvés « dans les manuscrits de Chérin, dans les Dossiers bleus, dans le Dictionnaire de la noblesse de la Chesnaye des Bois, dans la France protestante de Haag, dans le Dictionnaire historique et biographique de la Mayenne de l'abbé Angot, dans les Documents généalogiques d'après les registres des paroisses d'Alençon du comte de Souancé, dans les divers ouvrages que MM. Potier de Courcy, Saulnier, Kerviler et de la Messelière ont consacrés à la noblesse de Bretagne, etc. ».
- Jehan Farcy ∞ Françoise du Moulinet ( - 1564)
  - Guillaume de Farcy ( - 1564), écuyer, seigneur de Saint-Laurent, de Pesnel, de Croixcroust, etc., conseiller du Roi et de la Reine de Navarre en l'échiquier d'Alençon, et député par eux pour le tenir en 1548, puis conseiller au présidial en 1553, fut taxé, comme noble, pour l'arrière-ban d'Alençon en 1551. ∞ Marie Caget (-1575), fille de n. h. Jean Caget, avocat en l'échiquier d'Alençon et de Siméonne Du Val. Dont : Léonard (qui suit), Jeanne et Jean[n 1].
    - Léonard de Farcy , écuyer, seigneur de Saint-Laurent, Pesnel, avocat au bailliage et siège présidial d'Alençon, partagea avec son frère la succession de ses père et mère en 1571. ∞ (1°) Anne de Buherré ; ∞ (2°, 1575), Catherine Bizeul, fille de n. h. Léonard Bizeul, sieur de la Croix, écuyer de Gaston de France et de Jeanne de Bonnacourcy. Dont :
      - 1 Daniel de Farcy (1567), écuyer, seigneur de Paisnel, conseiller non originaire au Présidial d'Alençon[n 2], ∞ (1°) Marie Filote, dont une fille Marie (qui suit) ;  ∞ (2°, 1617) demoiselle Marie de Flottey. Dont : Elisabeth (qui suit), Louise-Françoise, autre Marie, Pierre, Marguerite, Charles, Louis et Jacques.
        - Marie de Farcyn ∞ (1635) Jacques Treton, écuyer, sieur du Fiégirard, maître des forges de Chailland, dont postérité.
        - Elisabeth de Farcy (-1618), fondatrice de la communauté des Nouvelles Catholiques d'Aleçon.

      - 2 Anne de Farcy (-1665), ∞ François de Saint-Denis, écuyer.
      - 3 Noël de Farcy, écuyer, mort à l'armée.
      - 4 Pierre de Farcy, écuyer, sieur de Paisnel, maître d'hôtel du prince de Condé en 1614, puis prêtre, curé d'Alençon (1626)[n 3]
      - 5 Israël de Farcy, écuyer, ∞ (1600) Marie du Perche.
      - 6 Léonard de Farcy, écuyer, ∞ (1602) Esther Rouillon.
      - 7 Gilles de Farcy, écuyer, seigneur de Saint-Thomas, ∞ (1613), Perrine de Gennes. Sans postérité.
      - 8 Paul de Farcy, écuyer, tué à l'armée.
      - 9 Annibal de Farcy (-1650), écuyer, avocat au siège présidial d'Alençon[n 4], ∞ Guyonne de Launay, Dont 1° Gilles, 2° Madeleine, 3° Thomas, 4° Jacques, 5° François, 6° René, 7° Joachim, 8° Suzanne, 9° Charles, 10° Philippe et 11° Jeanne.
        - 1. Gilles de Farcy (1602-), écuyer, né en 1602, juge, lieutenant particulier et général, enquêteur civil et criminel du Comté-pairie de Laval en 1640, ∞ (1°, vers 1627) Elisabeth Doisseau, fille de Me R. Doisseau ; ∞ (2°) Aléonore Gaultier, fille de Louis Gaultier, écuyer, sieur des Fourneaux et la Chevalerie et de Marie Rouju, veuve de Jean Caradé, de Tucé. Dont (1) Gilles, Jeanne, Madeleine, Isaac ; et (2) : François.
          - (1) Gilles, écuyer, mort sans alliance.
          - (1) Jeanne (-avt 1680) ∞ Charles de Vauborel, écuyer, co-seigneur de Saint-Georges, frère de Léonard.
          - (1) Madeleine-Marie ∞ (1°, 1648), Léonard de Vauborel, ∞ (2°, 1667), Pierre de Francière, sieur de Juvigny, receveur général des bois et domaines de la généralité d'Alençon
          - (1) Isaac (1629-avt. 1676), écuyer, seigneur de Bosmal, juge, lieutenant particulier, enquêteur civil et criminel au comté-pairie de Laval, ∞ (au temple de la Gravelle, 1654)  Elisabeth Grimaudet, fille de feu Jean Grimaudet, écuyer, seigneur de la Lande, intendant des affaires de Monseigneur de Laval et de Marguerite Conseil[n 5]. Dont : 1° Jacques, 2° Esther et 3° Olivier.
          - (2) François, écuyer, tué à la Bataille de Seneffe en 1674.

        - 2. Madeleine de Farcy, ∞ (1628) Charles Doisseau, écuyer, fils d'Isaac Doisseau, écuyer, sieur de Malicorne.
        - 3. Antoine-Thomas de Farcy, écuyer, sieur de la Gouretière et de la Pinetière, ∞ (vers 1630) Marie Le Barbier des Vaux et du Noyer, fille de Pierre Le Barbier, écuyer, sieur de Vaucelles, de Vilant, de Montigny-au-Maine et du Noyer et de Madeleine Caillart des Hayes. Dont : 1° Judith, 2° Annibal, 3° Claude et 4° Marguerite.
        - Branche de La Villedubois
        - 4. Jacques de Farcy (-1688), écuyer, seigneur de Paisnel, de Mué, de la Villedubois, et de Malnoë[n 6] ∞ Catherine de Gennes ( - 1680). Dont : 1° Michel, 2° Jean, 3° René et 4° Françoise.
          - 1.Michel de Farcy (-1680), écuyer, seigneur de Paisnel, la Villedubois[n 7] ∞ Suzanne Béraudin, fille de N. Béraudin, écuyer, intendant de la Rochelle[n 8]. Dont : Jean (qui suit), Charles, Suzanne-Marguerite (qui suit) et Jacquette (qui suit).
            - Jean (1677-)[n 9].
            - Suzanne-Marguerite (1679-)[n 10].
            - Jacquette [n 11].

          - 2.Jean de Farcy, écuyer, sieur de Malnoë, de la Villedubois[n 12], ∞ (1670) Suzanne de Ravenel, fille de Luc de Ravenel, écuyer, et de Renée de Gennes. Dont : 1° Jacques, 2° Jean, 3° Catherine, 4° Luc et 5° Marie.
            - 1. Jacques-Annibal de Farcy (-1741), écuyer, sieur de Malnoë, conseiller du Roi, vérificateur des fouages, ∞ (1695), Gilette-Jeanne de Gennes, fille de Paul de Gennes, écuyer, sieur et de Elisabeth de Gennes de la Guinardière.
              - Marie-Jeanne-Suzanne, dame de Malnoë ∞ (1°) Maurice de Guichardy, chevalier, sieur de Martigné, président aux enquêtes au parlement de Bretagne (1722) ; ∞ (2°, 1730) Toussaint-Sébastien Le Vicomte, chevalier, comte du Rumain.

            - 2.Jean-Charles-Michel de Farcy (-1768), chevalier, seigneur de la Villedubois, du Resto, ∞ (1°, 1720), Jeanne Benoist, sans postérité ; ∞ (2°, 1725), Louise-Auréanne Taillard, dame du Resto, fille unique héritière de Guillaume Taillard, écuyer. Dont neuf enfants : 1° René, 2° Charles, 3° Angélique, 4° Jacques, 5° Marguerite, 6° Guillaume, 7° Françoise, 8° Louis et 9° Anne.
              - 2.Charles-Joseph-Anne de de Farcy (1728-1796), seigneur de La Villedubois et de Malnoë, chevalier, ∞ (1°, 1762) Jeanne-Mathurine Bertho (-1779), dame de Kerprigent ; ∞ (2°, 1784), Marie-Yvonne du Boisboissel. Du second mariage neuf enfants : 1° Jean, 2° Anne, 3° Guillaume, 4° François, 5° Charles, 6° Julien, 7° Adélaïde, 8° Félix et 9° Joachim.
                - 1.Jean-Marie-Protaire de Farcy (1763-1829) chevalier, seigneur de la Villedubois, de la Villejosse, etc., dit le comte de Farcy[n 13], x (1788) Armande-Marie-Adélaïde de la Celle, fille de Mre Charles-François-Marie de la Celle, chevalier, seigneur de la Scardais et de Châteaubourg et de Jeanne Le Clerc de Kergolher. Dont onze enfants : 1° Armand, 2° Hippolyte, 3° Théodore, 4° Aristide, 5° Caroline, 6° Emile, 7° Adolphe, 8° Pauline, 9° Adèle, 10° Edouard et 11° Maria.
                  - 1. Armand-Paul-Marie-Ange de Farcy, comte de Farcy de la Villedubois, (1790-1850), maire de Mordelles (1815-1830), membre du Conseil général du département de l'Ille-et-Vilaine, démissionnaire en 1830, x (1827) Cécile-Julie-Marie-Hyacinthe Le Corgne de Bonabry, fille de Louis Le Corgne de Bonabry et de Cécile Chrétien de Tréveneuc. Dont dix enfants : 1° Cécile, 2° Armand, 3° Pauline, 4° Alfred, 5° Edmond, 6° Louis, 7° Paul, 8° Henri, 9° Olivier et 10° Anna.
                    - 1.Cécile-Marie-Pauline de Farcy, de la Villedubois, née le 2 octobre 1828, religieuse hospitalière, puis supérieure de Saint-Yves de Rennes, morte le 16 octobre 1887.
                    - 2.Armand-Marie-Louis de Farcy de la Villedubois, né le 14 septembre 1829, lieutenant au 10e régiment d'artillerie, tué à la Bataille de Malakoff, le 8 septembre 1855.
                    - 4.Alfred-Hippolyte-Marie-Mélite de Farcy de la Villedubois, né le 28 septembre 1832, ordonné prêtre à Saint-Sulpice, le 24 décembre 1855, vicaire de Toussaint à Rennes, puis recteur de l'Hermitage à partir 1871.
                    - 5.Edmond-Marie-Théodore de Farcy de la Villedubois, né le 12 mars 1834, garde général des eaux et forêts à la direction de Munster, tué à la chasse au sanglier, le 14 décembre 1859.
                    - 6.Louis-Marie-Auguste de Farcy, comte de Farcy de la Villedubois, né le 1er janvier 1836, sous-lieutenant au 2e régiment de chasseurs à cheval, ∞ (1861) Marie-Aimée de la Rivière, fille de Aimé comte de la Rivière et de Christiane-Agathe de Baillon.
                    - 7.Paul-Marie-Emile de Fracy, vicomte de Farcy de la Villedubois, de la Ville du Bois[9] (1839-1928). Né le 8 juillet 1839, garde général des eaux et forêts à Fougères, maire de Mordelles, conseiller général du département de l'Ille-et-Vilaine, ∞ (1864), Louise-Marie de la Rivière, fille de Aimé comte de la Rivière et de Christiane-Agathe de Baillon. Dont quatre enfants : 1° Paul, 2° Cécile, 3° Roger et 4° Jeanne.
                      - 3.Roger-Marie de Farcy, né le 8 novembre 1869, entré en 1890 à l'école polytechnique.

                    - 8.Henry-Marie-Joseph de Farcy de la Villedubois, né le 26 avril 1844, lieutenant au 7e chasseurs à pied, tué à la Bataille de Saint-Privat, le 18 août 1870.
                    - 9.Olivier-Marie-Mélite de Farcy, vicomte de Farcy de la Villedubois, né le 16 mai 1847, sous-lieutenant à l'école d'application d'artillerie, puis lieutenant d'artillerie, ∞ (1°, 1873) Françoise-Marie du Poulpiquet de Halgouet, fille de Joseph vicomte de Poulpiquet du Halgouet et de Colin de la Biochais, morte le 23 septembre 1875 ; ∞ (2°, 1880), Marguerite Agnès-Marie-Romaine de la Bintinaye, fille de Anatole vicomte de la Bintinaye et de Marie Heulhart de Montigny.

                  - 2.Hippolyte-Marie-Charles de Farcy (1791-1858)[n 14], ∞ (1832) demoiselle Charlotte-Geneviève Huchet de la Bédoyère, fille de Louis-Charles-Agathe Huchet, marquis de la Bédoyère, et de Charlotte-Marie-Olympie de Gondrecourt.
                    - Marie de Farcy de la Haute-Forêt (1833-) ∞ (contrat du 25 novembre 1857) Alphonse vicomte de Saint-Meleuc, dont postérité.

                  - 3.Théodore-Charles-Marie de Farcy de la Villedubois (1793-1868), officier, participe à l'Expédition d'Espagne avec le duc d'Angoulême, chevalier de l'Ordre royal de Saint-Ferdinand d'Espagne. Sans alliance.
                  - 6.Emile-Marie-Joachim de Farcy de Montauray (1799-) ∞ (1847) Henriette de Freslon de la Freslonnière, fille d'Alexandre de Freslon de la Freslonnière, préfet de la Mayenne sous la Restauration, et de Joséphine de Monti. Dont trois enfants : 1° Marie, 2° Berthe et 3° Emile.
                  - 7.Adolphe-Anne-Marie de Farcy (1804-1876), comte de Farcy de la Villejosse, officier, ∞ (contrat juin 1843) Noëmie Martin de Boistaillé, fille de Jean-Baptiste Martin de Boistaillé et de Sophie-Renée de Berset d'Hauterives. Sans postérité.

                - 6.Guillaume-René-François-Charles de Farcy
                - Branche de Malnoë
                - 4.François-Xavier-Adolphe de Farcy (1767-1787), reçu à l'École royale militaire de la Flèche en 1785, servit dans la marine marchande.
                - 8. Félix-Marie-Auguste-Grégoire de Farcy (1775-1796), dit le chevalier de la Villedubois reçu à École royale militaire de la Flèche en 1785, sert dans les armées royales.
                - 9.Joachim-Joseph-Marie-Toussaint de Farcy (1765-1837), chevalier, sieur de Malnoë, lieutenant des vaisseaux du Roi, émigra, servit comme capitaine dans les armées royales, chevalier de l'Ordre de Saint-Louis (1796), ∞ (1796) Marie-Elisabeth-Madeleine Tranchant des Tullays, fille de René-Guy-Julien Tranchant, écuyer, seigneur des Tullays et de Marie-Henriette Le Moine de la Tachelays[n 15]. Dont :
                  - Guillaume-Marie-Cajetan de Farcy de Malnoë (1797-1869), adjoint à la mairie de Saint-Christophe-des-Bois (1827-1830), compromis en 1832 et obligé de se retirer à Jersey, retour en 1837, ∞ (1827) Esther-Marie-Françoise-Céleste Thomé de Kéridec, fille de Armand-Marie Thomé de Kéridec et de Marguerite-Olive Tranchant des Tullays. Dont : 1° Armand, 2° Henri, 3° Pauline et 4° Marie.
                    - 1. Armand-Marie-Hippolyte de Farcy de Malnoë (1832-), servit en 1870 dans le régiment des mobiles d'Ille-et-Vilaine, en qualité de lieutenant, officier d'ordonnance du général Athanase de Charette de La Contrie, maire de Saint-Christophe-des-Bois (1884-), ∞ (1858) Louise-Nadine Thomé de Kéridec, fille de Augustin-Henri Thomé de Kéridec et de Anne-Marie-Céleste de Kehsaingilly.

                - Branche de Beaumont

              - 4. Jacques-Prosper-Hippolyte de Farcy (1731-1781), appelé l'abbé de Farcy, élève du grand séminaire de Saint-Sulpice, à Paris, bachelier en théologie, licencié en droits, chanoine, grand chantre et grand vicaire de l'évêque de Quimper, syndic du chapitre, nommé membre de l'assemblée du clergé de France (1771).
              - Guillaume-Jean-François de Farcy (1734-1815), dit le chevalier de Farcy, lieutenant des vaisseaux du Roi, chevalier de l'ordre royal et militaire de Saint-Louis (1774), puis capitaine de vaisseau, ∞ (1771) Anne Rose de Plouays de la Grignonnais, fille de Félix A. Jean-Baptiste de Plouays, écuyer, sieur de Chantelou. Dont quatre enfants : 1° Amaury, 2° Ange, 3° Rose et 4° Marie.

          - Michel de Farcy (†1680)
          - Françoise de Farcy ∞ (1659) Jacques de Camprond, seigneur de Glatigny.
          - René de Farcy (1647-1694), seigneur de la Ville du bois, écuyer, seigneur de la Villedubois, capitaine commandant une compagnie dans le régiment de Mgr Le Dauphin, ∞ (1°, 1678) Charlotte de la Vesque, fille de feu n. h. Gabriel de la Vesque, ministre protesant à Rennes et de Charlotte de Gennes ; (2°) Elisabeth de Prépetit, fille de Pierre, écuyer, sieur du Parc et d'Elisabeth de Gennes, dame du Part. Ses enfants du premier lit sous la tutelle de François de Farcy de Cuillé : 1° Jacques, 2° Gabriel, 3° René, 4° Annibal et 5° Marie.
            - Jacques-René de Farcy, écuyer, sieur de Mué, la Ronce, Billé[10] Il fit enregistrer ses armoiries dans l'Armorial général de France en 1696, et refaire en 1736 les deux petits autels de l'église de Parcé, où il fut inhumé en 1743.
            - Annibal-François de Farcy (1685-1751)  x Marie Levesque (1687 - 1781). Chevalier, seigneur de Mué, Launay-Villiers, le Plessis, la Graffardière, Villétable, Parce, dit le comte de Mué, né le 3 août 1685, conseiller du Roi, président et juge des traites du comté de Laval le 17 août 1710, subdélégué de l'intendance au département de Laval[11]. Il était mort en 1751, laissant huit enfants: 1° Jacques, 2° Jean-Baptiste, 3° Charlotte, 4° Marie, 5° Catherine, 6° Marthe, 7° Jacques et 8° Anne. Sa femme mourut le 11 février 1781.
              - Jean Baptiste Annibal Jacques René de Farcy, chevalier, dit le comte de Mué, seigneur de Mué, de Villiers (Launay-Villiers), le Plessis, la Graffardière, le Chalonge, né à Laval le 18 juillet 1724. Il est marié : 1° à Jeanne du Breil, 1751 ; 2° à Thérèse-Annibale Tuffin, sa nièce, à Jersey, 1795. Il est conseiller en la grand-chambre au Parlement de Bretagne[12]. Il avait émigré et mourut sans postérité.
              - Catherine-Jeanne-Charlotte-Geneviève de Farcy, dame de la Bufetière x Camille François Philippe de Farcy
              - Jacques-Louis-Marie de Farcy, chevalier, sieur de Villiers, de Mué, de Launay, né le 8 novembre 1727, lieutenant au régiment de Limousin, chevalier de l'ordre royal et militaire de Saint-Louis, mort le 26 vendémiaire an XIII (18 octobre 1804).
              - Anne-Marthe-Charlotte-Marie-Claire, née en juillet 1731, épousa le 24 mai 1758 Marie Eugène Charles Tuffin de La Rouërie, chevalier, vicomte de La Rouërie, fils de Anne-Jacques Tuffin, chevalier, marquis de La Rouërie et de Marie-Anne-Madeleine-Charlotte de Baugi. Il mourut à Fougères le 8 août 1784 et elle à Rennes le 7 juillet 1810.

        - Branche de Pontfarcy
        - 6. René de Farcy (1611-1681)[n 16] ∞ Marie de Gennes
          - Annibal de Farcy (-1711), écuyer, seigneur de la Daguerie, avocat, puis conseiller du Roi, conseiller au Parlement de Metz par lettres du 28 juillet 1665, puis du Parlement de Bretagne, président en la chambre des requêtes le 5 juillet 1697, ∞ (1679) Claude-Charlotte de Farcy, fille de Charles de Farcy, écuyer, seigneur du Bois de Cuillé et de Marguerite Uzille[n 17]. Dont six enfants : 1° René, 2° Charles, 3° Jean, 4° Marguerite, 5° Marie et 6° Jacques.
            - René François de Farcy (-1757), chevalier, seigneur de la Daguerie, conseiller au parlement de Bretagne le 12 août 1707, président aux requêtes le 10 mai 1709, ∞ (1703) Perrine-Angélique Fournier, fille de n. h. Pierre Fournier et de Anne Bougonnière. Sans postérité.
            - Charles-Annibal de Farcy de la Daguerie (-1719), chanoine régulier de Sainte-Geneviève, moine de l'Abbaye de la Roë, curé-prieur de Saint-Sauveur-de-Flée en Anjou, en 1713.
            - Jean-Théodore-Annibal de Farcy, seigneur de la Daguerie, né le 19 avril 1685, capitaine au régiment de la Reine-Infanterie, chevalier de l'ordre royal et militaire de Saint-Louis, mort le 10 mars 1743, sans alliance.

          - François René de Farcy de Pontfarcy (-1710)[14]; époux de Marie du Breil[15]. Il mourut catholique et fut inhumé à l'église des Cordeliers de Laval le 23 février 1710. Ses armoiries[16] sont d'azur à l'épervier d'or, becqué, grilleté d'argent acc. en chef de 2 merlettes affrontés d'argent et en pointe d'un grélier d'argent, lié, virole d'or[17].
            - René-François de Farcy, seigneur de Pontfarcy, né à Laval le 13 décembre 1683, fils de François de Farcy et de Marie du Breil, marié avec Anne-Marie Moland en 1706, conseiller en 1707, il mourut le 12 février 1754.
              - Camille François Philippe de Farcy, seigneur de Champfleury, né à Laval le 6 octobre 1708, conseiller en 1731. Il épousa Catherine-Jeanne-Charlotte-Geneviève de Farcy, née à Laval le 23 août 1721, et décéda lui-même le 17 septembre 1765. Les descendants dans cette branche connurent l'exil et les prisons révolutionnaires.
                - François Annibal Marie de Farcy[18], fils du précédent, né à Laval le 13 octobre 1751, conseiller en 1775. Il a son nom avec celui de Marguerite-Catherine Foucault de Vauguyon inscrit sur une cloche de Parné-sur-Roc, datée de 1760[19]. Dans la dot de sa femme est comprise une partie de la sucrerie de la Marre-à-Daniel, au Port-au-Prince à Saint-Domingue.
                  - Camille de Farcy (1794-1850), un des principaux chefs de l'Insurrection royaliste dans l'Ouest de la France en 1832
                    - Frédéric de Farcy, comte de Pontfarcy, né le 15 novembre 1824, épousa par contrat du 24 novembre 1846, Louise-Charlotte-Désirée Foucault de Laubinière, fille de Pierre Foucault de Laubinière, chevalier de l'ordre de Saint-Grégoire-le-Grand et de Désirée-Charlotte Thomas du Taillis. Elle mourut le 24 août 1874, laissant quatre enfants : 1° Louise, 2° Camille, 3° Joseph et 4° Frédéric.
                      - Camille de Farcy, comte de Pontfarcy
                        - René-Frédéric de Farcy, comte de Pontfarcy

                      - Joseph de Farcy, vicomte de Pontfarcy

              - Eugène-Emmanuel-Marie de Farcy, chevalier, seigneur de Linières, Ballée, né le 1er novembre 1713, épousa, par contrat du 21 mai 1742, Marie-Anne Rousseau de Monfrand, fille de Joseph Rousseau de Monfrand, écuyer, seigneur de Glatigny, président en l'élection de Laval et de Anne-Hélène de La Porte. Il mourut sans postérité, le 7 avril 1775.
              - Annibal-Marie-Auguste de Farcy, chevalier, seigneur de Montavallon, né le 19 octobre 1718, épousa en mai 1748, Perrine-Claire Frain du Rocher, fille de N. Frain, écuyer, seigneur de la Villegontier. Il mourut le 8 juin 1761.
                - Annibal-Pierre-François de Farcy, chevalier, seigneur de Montavallon, dit le comte de Farcy, né en 1749, capitaine au Régiment de Condé, chevalier de l'Ordre de Saint-Louis et lieutenant-colonel. Il épouse [20] Julie-Marie-Agathe de Chateaubriand, puis Marie-Victoire-Louise du Boisjourdan[21]. Il est convoqué aux états de Bretagne en 1786 et demeurait alors rue Dauphine. Il mourut le 13 septembre 1825.
                  - Marie-Zoé-Pauline de Farcy de Montavallon, née à Fougères, le 15 juin 1784, épouse d'Eugène-Pierre de Ravenel du Boisteilleul. Elle mourut à Rennes le 24 décembre 1850.

        - Branche de Saint-Laurent
        - 5. François-Annibal de Farcy[22], seigneur de Saint-Laurent, de Kerleau et du Rocher-Portail x le 28 juin 1635 au Château de Poligné, avec Claude Uzille (-1659), dame de Kerléau
          - Jacques de Farcy, écuyer, sieur du Rocher-Portal, né le 21 novembre 1641[23]. Il meurt en 1690 et elle en 1711, laissant: 1° Toussaint, 2° Anne, 3° Claude et 4° Louis-François.
            - Toussaint-Auguste de Farcy, écuyer, sieur du Rocher-Portal[24]. Il laisse cinq filles : 1° Marie, 2° Suzanne, 3° Anne, 4° Charlotte et 5° Modeste.

          - Amaury de Farcy de Saint-Laurent (1652-1729), lieutenant général de Hanovre
            - Anton Simon de Farcy de Saint-Laurent, mourut en 1728 en tant que capitaine de cavalerie
            - Eléonore de Farcy de Saint-Laurent(née en 1701, morte le 5 mars 1784) épousa le major Ludolf Otto von Estorff († 1759)
              - Emmerich Otto August von Estorff

          - François de Farcy, écuyer, seigneur de Kerleau, du Rocher-Portal, de Saint-Laurent, de Sougéal, de la Rigaudière, de la Petite Robichère, commandant pour le Roi et gouverneur des ville et château de Vitré[25]. Il a de son premier mariage un fils, 1° Benjamin, et du second trois enfants : 2° Charles, 3° Suzanne et 4° Modeste.
          - Jean-Baptiste de Farcy, écuyer, seigneur de Saint-Laurent, de Kerléau, de Beauvais et de La Selle-en-Coglès x le 25 août 1669 à Vitré, avec Françoise-Briande Lyais (-1722), dame de La Réturais. Dont trois enfants : 1° Jean, 2° François et 3° Madeleine.
            - Jean de Farcy, écuyer, lieutenant au régiment de Guyenne, tué à Landau.
            - François-Jacques de Farcy, chevalier, seigneur de Saint-Laurent, de Kerleau, de Beauvais, lieutenant au régiment des fusiliers[26]Neuf enfants: 1° Charles, 2° Jeanne, 3° Joseph, 4° Paul, 5° Jean-Baptiste, 6° Céleste, 7° Camille, 8° Henriette et 9° Hippolyte.
              - Joseph-Annibal de Farcy, chevalier, seigneur de Saint-Laurent, de Beauvais, né le 6 juin 1708, épousa Ursule-Cécile-Renée Ermar. Dont trois enfants : 1° Louis, 2° Anne, 3° Suzanne.
                - Louis-Ange-François-Annibal de Farcy (1747-1789), chevalier, seigneur de Saint-Laurent, Beauvais, Augan, Beaurepaire, conseiller en la grand'chambre du Parlement de Bretagne (1775), ∞ (1774) Julienne-Marie-Rose Hervagault. Dont six enfants : 1° Julie, 2° Louise, 3° Modeste, 4° Auguste, 5° Amaury et 6° Victoire.
                  - Amaury-Marie-Pierre-Annibal de Farcy de Saint-Laurent (1781-1837), chef de bataillon, puis lieutenant-colonel dans la garde royale, officier de la Légion d'honneur, démissionnaire en 1830 ∞ (1809) Mélanie de Poulpiquet du Halgouët (-1839). Dont trois enfants : 1° Amaury, 2° Eugène et 3° Mélanie.
                    - Amaury-Annibal de Farcy de Saint-Laurent (1810-), passé aux Indes.

        - Branche de Cuillé
        - 9. Charles de Farcy (1620-1688)[n 18] ∞ (1, 1634) Marguerite Rivault ∞ (2) Marguerite Uzille.
          - Claude-Charlotte de Farcy, dame en partie des Granges, ∞ (1679) Annibal de Farcy, chevalier, seigneur de la Daguerie, président en la chambre des requêtes au parlement de Bretagne.
          - François de Farcy (-1698)[n 19] ∞ Élisabeth de Guyon ( - 1731). Dont trois fils : Annibal, Daniel et Charles.
            - Annibal Auguste de Farcy (1674-1758), conseiller en 1696, ∞ Catherine du Moulin. 16 enfants dont :
              - Auguste François Annibal de Farcy, évêque de Quimper ;
              - Jacques Daniel Annibal de Farcy (1702-1752), conseiller au parlement (1728), ∞ (1721) Pélagie Gourio.
                - Jacques Gabriel Annibal de Farcy (1724-1795), seigneur de Cuillé, conseiller (1746), président à mortier (1756), ∞ (1757) Catherine de Bahuno (-1793)[n 20].

          - Branche du Roseray
          - Jacques de Farcy (-1719), fils de Charles[n 21] ∞ Isabelle Pineau (1655-1693)[n 22], dame de La Trosnière.
            - Charles-René de Farcy (1678-1707), Chevalier, seigneur du Roseray, de Mouchamps, écuyer, ∞ (1700) Charlotte de La Douespe (1685-1740), dame de La Boutinière.
              - Jacques-Charles-Philippe-Annibal de Farcy du Roseray (1704-1758), Chevalier, seigneur du Roseray, du Rocher-Volainne, de Mouchamps, de la Perrine, de Boutigny, de Cangens, de Fleins, du Breilbrard ∞ (1733) Catherine-Renée Gillot (-1758).
                - Charles-René-Auguste de Farcy du Roseray (1734-1810)[n 23], chevalier, seigneur de Boutigny ∞ (1761) Louise de Gurye (-1795), dame de La Beauvais
                  - Jean-Baptiste-Louis-Annibal de Farcy, dit le Chevalier de Farcy[n 24].
                  - Annibal-Charles-Louis de Farcy (1762-1828) ∞ (10 décembre 1804) Anne-Elisabeth-Pauline de Bonchamps[n 25].
                    - Alfred-Annibal de Farcy, né le 30 août 1816, mort le 15 décembre 1874, ∞ Louise de Penfentenyo de Cheffontaines
                      - Paul de Farcy (1840-1918), historien.
                      - Louis de Farcy (1841-1921), historien.

                - Jean-René-Annibal de Farcy du Roseray (1736-1793)[n 26], chevalier, seigneur du Roseray, ∞ (1765) Geneviève-Julienne des Vaux (1739-1817), veuve de Jean-Annibal de Farcy, Charles, son fils, et Vierge, sa fille[n 27]
                  - Ambroise Balthazar Gabriel de Farcy (1768-1823)[n 28], ∞ Ellin Weimouth (1783-1823)

          - Marguerite-Elisabeth de Farcy (-1719), dame en partie des Granges, ∞ (contrat du 4 septembre 1669) Messire François Morel (-1703), chevalier, seigneur de la Motte de Gennes, de la Barre, de Brielles et de Saint-Germain d'Argentré, colonel du régiment de la Fère, brigadier des armées du Roi, fils de Gilles Morel, écuyer, seigneur de la Barre, et de Marie de Lauberau[n 29]. Dont une nombreuse postérité.

## Personnalités
La famille de Farcy a donné 11 conseillers au Parlement de Bretagne (à Rennes), dont un président à mortier, sur lesquels neuf appartiennent aux branches de Cuillé, de Pontfarcy, de Mué, de Villiers et de Roseray, qui sont mayennaises.
- François de Farcy, maire de Laval (1672-1683) ;
- Amaury de Farcy de Saint-Laurent (1652-1729), lieutenant général de Hanovre ;
- Auguste François Annibal de Farcy (1706-1771), évêque de Quimper (1739-1771) ;
- Camille de Farcy (1794-1850), officier français, un des principaux chefs de l'Insurrection royaliste dans l'Ouest de la France en 1832 ;
- Paul de Farcy (1840-1918), historien, auteur d'une généalogie familiale[6] ;
- Louis de Farcy (1841-1921), historien[2] ;
- Henri de Farcy (1914-1983), membre de la Compagnie de Jésus, économiste agricole.

## Postérité
- Jacques Gabriel Annibal de Farcy a son nom sur une inscription trouvée dans l'église de Gastines.
- François Annibal Marie de Farcy a son nom inscrit sur une cloche de Parné-sur-Roc, datée de 1760[réf. nécessaire].